# Golden Globe Award/Beste Regie
Gewinner und Nominierte für den Golden Globe Award in der Kategorie Beste Regie (Best Director – Motion Picture), die die herausragendsten Regieleistungen des vergangenen Kalenderjahres prämiert. Die Kategorie wurde im Jahr 1944 ins Leben gerufen.
44 Mal wurde der beste Regisseur später mit dem Oscar ausgezeichnet, zuletzt 2024 geschehen, mit der Preisvergabe an Christopher Nolan (Oppenheimer). 1952, 1957, 1969, 1970, 1984, 1989 und 2013 wurde die bei den Golden Globes honorierte Regieleistung nicht für einen Oscar nominiert. Die seltene Ehre in einem Jahr für zwei verschiedene Regiearbeiten nominiert zu werden, wurde jeweils den US-Amerikanern Francis Ford Coppola (1975 für Der Dialog und Der Pate – Teil II), Steven Soderbergh (2001 für Erin Brockovich und Traffic – Macht des Kartells) und Clint Eastwood (2007 für Flags of Our Fathers und Letters from Iwo Jima) zuteil.
59 Mal konnten US-amerikanische Filmemacher den Regiepreis erringen (darunter in die USA emigrierte Regisseure wie der Ungar László Benedek, der Tscheche Miloš Forman und die Österreicher Billy Wilder und Fred Zinnemann), gefolgt von ihren Kollegen aus Großbritannien (7 Siege), Mexiko (4) und dem Doppelerfolg des Taiwaners Ang Lee. Ein Regisseur aus dem deutschsprachigen Raum konkurrierte in der Vergangenheit einmal vergeblich um die Auszeichnung: 2005 Marc Forster für Wenn Träume fliegen lernen. Ebenso blieben Siege weiblicher Filmemacher, ähnlich wie bei den Academy Awards, bisher Ausnahmen. Als einzige Regisseurinnen konnten 1984 Barbra Streisand für Yentl, 2021 Chloe Zhao für Nomadland und 2022 Jane Campion für The Power of the Dog triumphieren. Weitere Nominierungen erhielten 1991 erneut Streisand (Herr der Gezeiten), 2003 Sofia Coppola (Lost in Translation), 2015 Ava DuVernay (Selma), 2021 Emerald Fennell (Promising Young Woman) und Regina King (One Night in Miami), 2022 Maggie Gyllenhaal (Frau im Dunkeln) und 2024 Greta Gerwig (Barbie) und Celine Song (Past Lives – In einem anderen Leben).
| Statistik                          | Name             | Anzahl | Jahr                                                                                  |
| ---------------------------------- | ---------------- | ------ | ------------------------------------------------------------------------------------- |
| Häufigste Auszeichnungen           | Elia Kazan       | 4      | 1948, 1955, 1957, 1964                                                                |
| Häufigste Nominierungen (* = Sieg) | Steven Spielberg | 14     | 1976, 1978, 1982, 1983, 1986, 1994*, 1998, 1999*, 2002, 2006, 2013, 2018, 2022, 2023* |
| Häufigste Nominierungen ohne Sieg  | Robert Wise      | 5      | 1959, 1962, 1964, 1966, 1967                                                          |

Die unten aufgeführten Filme werden mit ihrem deutschen Verleihtitel (sofern ermittelbar) angegeben, danach folgt in Klammern in kursiver Schrift der fremdsprachige Originaltitel. Die Nennung des Originaltitels entfällt, wenn deutscher und fremdsprachiger Filmtitel identisch sind. Die Gewinner stehen hervorgehoben an erster Stelle. Mit einem * gekennzeichnet sind Regisseure, die später den Oscar für die Beste Regie des Jahres gewannen.

## 1940er Jahre
1944
Henry King – Das Lied von Bernadette (The Song of Bernadette)

1945
Leo McCarey* – Der Weg zum Glück (Going My Way)

1946
Billy Wilder* – Das verlorene Wochenende (The Lost Weekend)

1947
Frank Capra – Ist das Leben nicht schön? (It’s a Wonderful Life)

1948
Elia Kazan* – Tabu der Gerechten (Gentleman’s Agreement)

1949
John Huston* – Der Schatz der Sierra Madre (The Treasure of the Sierra Madre)

## 1950er Jahre
1950
Robert Rossen – Der Mann, der herrschen wollte (All the King’s Men)
- William Wyler – Die Erbin (The Heiress)

1951
Billy Wilder – Boulevard der Dämmerung (Sunset Boulevard)
- George Cukor – Die ist nicht von gestern (Born Yesterday)
- John Huston – Asphalt-Dschungel (The Asphalt Jungle)
- Joseph L. Mankiewicz* – Alles über Eva (All About Eve)

1952
László Benedek – Der Tod eines Handlungsreisenden (Death of a Salesman)
- George Stevens* – Ein Platz an der Sonne (A Place in the Sun)
- Vincente Minnelli – Ein Amerikaner in Paris (An American in Paris)

1953
Cecil B. DeMille – Die größte Schau der Welt (The Greatest Show on Earth)
- Richard Fleischer – Mein Sohn entdeckt die Liebe (The Happy Time)
- John Ford* – Der Sieger (The Quiet Man)

1954
Fred Zinnemann* – Verdammt in alle Ewigkeit (From Here to Eternity)

1955
Elia Kazan* – Die Faust im Nacken (On the Waterfront)

1956
Joshua Logan – Picknick (Picnic)

1957
Elia Kazan – Baby Doll – Begehre nicht des anderen Weib (Baby Doll)
- Michael Anderson – In 80 Tagen um die Welt (Around the World in Eighty Days)
- Vincente Minnelli – Vincent van Gogh – Ein Leben in Leidenschaft (Lust for Life)
- George Stevens* – Giganten (Giant)
- King Vidor – Krieg und Frieden (War and Peace)

1958
David Lean* – Die Brücke am Kwai (The Bridge on the River Kwai)
- Joshua Logan – Sayonara
- Sidney Lumet – Die zwölf Geschworenen (12 Angry Men)
- Billy Wilder – Zeugin der Anklage (Witness for the Prosecution)
- Fred Zinnemann – Giftiger Schnee (A Hatful of Rain)

1959
Vincente Minnelli* – Gigi
- Richard Brooks – Die Katze auf dem heißen Blechdach (Cat on a Hot Tin Roof)
- Stanley Kramer – Flucht in Ketten (The Defiant Ones)
- Delbert Mann – Getrennt von Tisch und Bett (Separate Tables)
- Robert Wise – Laßt mich leben (I Want to Live!)

## 1960er Jahre
1960
William Wyler* – Ben Hur (Ben-Hur)
- Stanley Kramer – Das letzte Ufer (On the Beach)
- Otto Preminger – Anatomie eines Mordes (Anatomy of a Murder)
- George Stevens – Das Tagebuch der Anne Frank (The Diary of Anne Frank)
- Fred Zinnemann – Geschichte einer Nonne (The Nun’s Story)

1961
Jack Cardiff – Söhne und Liebhaber (Sons and Lovers)
- Richard Brooks – Elmer Gantry
- Stanley Kubrick – Spartacus
- Billy Wilder* – Das Appartement (The Apartment)
- Fred Zinnemann – Der endlose Horizont (The Sundowners)

1962
Stanley Kramer – Urteil von Nürnberg (Judgment at Nuremberg)
- Anthony Mann – El Cid
- J. Lee Thompson – Die Kanonen von Navarone (The Guns of Navarone)
- Robert Wise* und Jerome Robbins* – West Side Story
- William Wyler – Infam (The Children’s Hour)

1963
David Lean* – Lawrence von Arabien (Lawrence of Arabia)
- George Cukor – Der Chapman-Report (The Chapman Report)
- Morton DaCosta – Music Man (The Music Man)
- Blake Edwards – Die Tage des Weines und der Rosen (Days of Wine and Roses)
- John Frankenheimer – Botschafter der Angst (The Manchurian Candidate)
- John Huston – Freud
- Stanley Kubrick – Lolita
- Mervyn LeRoy – Gypsy – Königin der Nacht (Gypsy)
- Robert Mulligan – Wer die Nachtigall stört (To Kill a Mockingbird)
- Martin Ritt – Hemingways Abenteuer eines jungen Mannes (Hemingway’s Adventures of a Young Man)
- Ismael Rodríguez – Los Hermanos Del Hierro

1964
Elia Kazan – Die Unbezwingbaren (America, America)
- Hall Bartlett – Frauen, die nicht lieben dürfen (The Caretakers)
- George Englund – Der häßliche Amerikaner (The Ugly American)
- Joseph L. Mankiewicz – Cleopatra
- Otto Preminger – Der Kardinal (The Cardinal)
- Tony Richardson* – Tom Jones – Zwischen Bett und Galgen (Tom Jones)
- Martin Ritt – Der Wildeste unter Tausend (Hud)
- Robert Wise – Bis das Blut gefriert (The Haunting)

1965
George Cukor* – My Fair Lady
- John Frankenheimer – Sieben Tage im Mai (Seven Days in May)
- Peter Glenville – Becket
- John Huston – Die Nacht des Leguans (The Night of the Iguana)
- Michael Cacoyannis – Alexis Sorbas (Alexis Zorbas)

1966
David Lean – Doktor Schiwago (Doctor Zhivago)
- Guy Green – Träumende Lippen (A Patch of Blue)
- John Schlesinger – Darling
- Robert Wise* – Meine Lieder – meine Träume (The Sound of Music)
- William Wyler – Der Fänger (The Collector)

1967
Fred Zinnemann* – Ein Mann zu jeder Jahreszeit (A Man for All Seasons)
- Lewis Gilbert – Der Verführer läßt schön grüßen (Alfie)
- Claude Lelouch – Ein Mann und eine Frau (Un homme et une femme)
- Mike Nichols – Wer hat Angst vor Virginia Woolf? (Who’s Afraid of Virginia Woolf?)
- Robert Wise – Kanonenboot am Yangtse-Kiang (The Sand Pebbles)

1968
Mike Nichols* – Die Reifeprüfung (The Graduate)
- Norman Jewison – In der Hitze der Nacht (In the Heat of the Night)
- Stanley Kramer – Rat mal, wer zum Essen kommt (Guess Who’s Coming to Dinner)
- Arthur Penn – Bonnie und Clyde (Bonnie and Clyde)
- Mark Rydell – The Fox

1969
Paul Newman – Die Liebe eines Sommers (Rachel, Rachel)
- Anthony Harvey – Der Löwe im Winter (The Lion in Winter)
- Carol Reed* – Oliver (Oliver!)
- William Wyler – Funny Girl
- Franco Zeffirelli – Romeo und Julia (Romeo and Juliet)

## 1970er Jahre
1970
Charles Jarrott – Königin für tausend Tage (Anne of the Thousand Days)
- Gene Kelly – Hello, Dolly!
- Stanley Kramer – Das Geheimnis von Santa Vittoria (The Secret of Santa Vittoria)
- Sydney Pollack – Nur Pferden gibt man den Gnadenschuß (They Shoot Horses, Don't They?)
- John Schlesinger* – Asphalt-Cowboy (Midnight Cowboy)

1971
Arthur Hiller – Love Story
- Robert Altman – M.A.S.H. (MASH)
- Bob Rafelson – Five Easy Pieces – Ein Mann sucht sich selbst (Five Easy Pieces)
- Ken Russell – Liebende Frauen (Women in Love)
- Franklin J. Schaffner* – Patton – Rebell in Uniform (Patton)

1972
William Friedkin – Brennpunkt Brooklyn (French Connection)
- Peter Bogdanovich – Die letzte Vorstellung (The Last Picture Show)
- Norman Jewison – Anatevka (Fiddler on the Roof)
- Stanley Kubrick – Uhrwerk Orange (A Clockwork Orange)
- Robert Mulligan – Sommer ’42 (Summer of ’42)

1973
Francis Ford Coppola – Der Pate (The Godfather)
- John Boorman – Beim Sterben ist jeder der Erste (Deliverance)
- Bob Fosse* – Cabaret
- Alfred Hitchcock – Frenzy
- Billy Wilder – Avanti, Avanti! (Avanti!)

1974
William Friedkin – Der Exorzist (The Exorcist)
- Bernardo Bertolucci – Der letzte Tango in Paris (Ultimo tango a Parigi)
- Peter Bogdanovich – Paper Moon
- George Lucas – American Graffiti
- Fred Zinnemann – Der Schakal (The Day of the Jackal)

1975
Roman Polański – Chinatown
- Bob Fosse – Lenny
- John Cassavetes – Eine Frau unter Einfluß (A Woman Under the Influence)
- Francis Ford Coppola – Der Dialog (The Conversation)
- Francis Ford Coppola* – Der Pate – Teil II (The Godfather Part II)

1976
Miloš Forman* – Einer flog über das Kuckucksnest (One Flew Over the Cuckoo’s Nest)
- Robert Altman – Nashville
- Stanley Kubrick – Barry Lyndon
- Sidney Lumet – Hundstage (Dog Day Afternoon)
- Steven Spielberg – Der weiße Hai (Jaws)

1977
Sidney Lumet – Network
- Hal Ashby – Dieses Land ist mein Land (Bound for Glory)
- John G. Avildsen* – Rocky
- Alan J. Pakula – Die Unbestechlichen (All the President’s Men)
- John Schlesinger – Der Marathon-Mann (Marathon Man)

1978
Herbert Ross – Am Wendepunkt (The Turning Point)
- Woody Allen* – Der Stadtneurotiker (Annie Hall)
- George Lucas – Krieg der Sterne (Star Wars)
- Steven Spielberg – Unheimliche Begegnung der dritten Art (Close Encounters of the Third Kind)
- Fred Zinnemann – Julia

1979
Michael Cimino* – Die durch die Hölle gehen (The Deer Hunter)
- Woody Allen – Innenleben (Interiors)
- Hal Ashby – Coming Home – Sie kehren heim (Coming Home)
- Terrence Malick – In der Glut des Südens (Days of Heaven)
- Paul Mazursky – Eine entheiratete Frau (An Unmarried Woman)
- Alan Parker – 12 Uhr nachts – Midnight Express (Midnight Express)

## 1980er Jahre
1980
Francis Ford Coppola – Apocalypse Now
- Hal Ashby – Willkommen Mr. Chance (Being There)
- Robert Benton* – Kramer gegen Kramer (Kramer vs. Kramer)
- James Bridges – Das China-Syndrom (The China Syndrome)
- Peter Yates – Vier irre Typen – Wir schaffen alle, uns schafft keiner (Breaking Away)

1981
Robert Redford* – Eine ganz normale Familie (Ordinary People)
- David Lynch – Der Elefantenmensch (The Elephant Man)
- Roman Polański – Tess
- Richard Rush – Der lange Tod des Stuntman Cameron (The Stunt Man)
- Martin Scorsese – Wie ein wilder Stier (Raging Bull)

1982
Warren Beatty* – Reds
- Miloš Forman – Ragtime
- Sidney Lumet – Prince of the City
- Louis Malle – Atlantic City, USA (Atlantic City)
- Mark Rydell – Am goldenen See (On Golden Pond)
- Steven Spielberg – Jäger des verlorenen Schatzes (Raiders of the Lost Ark)

1983
Richard Attenborough* – Gandhi
- Constantin Costa-Gavras – Vermißt (Missing)
- Sidney Lumet – The Verdict – Die Wahrheit und nichts als die Wahrheit (The Verdict)
- Sydney Pollack – Tootsie
- Steven Spielberg – E. T. – Der Außerirdische (E.T.: The Extra-Terrestrial)

1984
Barbra Streisand – Yentl
- James L. Brooks* – Zeit der Zärtlichkeit (Terms of Endearment)
- Bruce Beresford – Comeback der Liebe (Tender Mercies)
- Ingmar Bergman – Fanny und Alexander (Fanny och Alexander)
- Mike Nichols – Silkwood
- Peter Yates – Ein ungleiches Paar (The Dresser)

1985
Miloš Forman* – Amadeus
- Francis Ford Coppola – Cotton Club (The Cotton Club)
- Roland Joffé – The Killing Fields – Schreiendes Land (The Killing Fields)
- David Lean – Reise nach Indien (A Passage to India)
- Sergio Leone – Es war einmal in Amerika (Once Upon a Time in America)

1986
John Huston – Die Ehre der Prizzis (Prizzi’s Honor)
- Richard Attenborough – A Chorus Line
- Sydney Pollack* – Jenseits von Afrika (Out of Africa)
- Steven Spielberg – Die Farbe Lila (The Color Purple)
- Peter Weir – Der einzige Zeuge (Witness)

1987
Oliver Stone* – Platoon
- Woody Allen – Hannah und ihre Schwestern (Hannah and Her Sisters)
- James Ivory – Zimmer mit Aussicht (A Room with a View)
- Roland Joffé – Mission (The Mission)
- Rob Reiner – Stand by Me – Das Geheimnis eines Sommers (Stand by Me)

1988
Bernardo Bertolucci* – Der letzte Kaiser (The Last Emperor)
- Richard Attenborough – Schrei nach Freiheit (Cry Freedom)
- John Boorman – Hope and Glory
- James L. Brooks – Nachrichtenfieber – Broadcast News (Broadcast News)
- Adrian Lyne – Eine verhängnisvolle Affäre (Fatal Attraction)

1989
Clint Eastwood – Bird
- Barry Levinson* – Rain Man
- Sidney Lumet – Die Flucht ins Ungewisse (Running on Empty)
- Alan Parker – Mississippi Burning – Die Wurzel des Hasses (Mississippi Burning)
- Mike Nichols – Die Waffen der Frauen (Working Girl)
- Fred Schepisi – Ein Schrei in der Dunkelheit (A Cry in the Dark)

## 1990er Jahre
1990
Oliver Stone* – Geboren am 4. Juli (Born on the Fourth of July)
- Spike Lee – Do the Right Thing
- Rob Reiner – Harry und Sally (When Harry Met Sally…)
- Peter Weir – Der Club der toten Dichter (Dead Poets Society)
- Edward Zwick – Glory

1991
Kevin Costner* – Der mit dem Wolf tanzt (Dances with Wolves)
- Bernardo Bertolucci – Himmel über der Wüste (The Sheltering Sky)
- Francis Ford Coppola – Der Pate III (The Godfather Part III)
- Barbet Schroeder – Die Affäre der Sunny von B. (Reversal of Fortune)
- Martin Scorsese – GoodFellas – Drei Jahrzehnte in der Mafia (Goodfellas)

1992
Oliver Stone – JFK – Tatort Dallas (JFK)
- Jonathan Demme* – Das Schweigen der Lämmer (The Silence of the Lambs)
- Terry Gilliam – König der Fischer (The Fisher King)
- Barry Levinson – Bugsy
- Barbra Streisand – Herr der Gezeiten (The Prince of Tides)

1993
Clint Eastwood* – Erbarmungslos (Unforgiven)
- Robert Altman – The Player
- James Ivory – Wiedersehen in Howards End (Howards End)
- Robert Redford – Aus der Mitte entspringt ein Fluß (A River Runs Through It)
- Rob Reiner – Eine Frage der Ehre (A Few Good Men)

1994
Steven Spielberg* – Schindlers Liste (Schindler’s List)
- Jane Campion – Das Piano (The Piano)
- Andrew Davis – Auf der Flucht (The Fugitive)
- James Ivory – Was vom Tage übrig blieb (The Remains of the Day)
- Martin Scorsese – Zeit der Unschuld (The Age of Innocence)

1995
Robert Zemeckis* – Forrest Gump
- Robert Redford – Quiz Show
- Oliver Stone – Natural Born Killers
- Quentin Tarantino – Pulp Fiction
- Edward Zwick – Legenden der Leidenschaft (Legends of the Fall)

1996
Mel Gibson* – Braveheart
- Mike Figgis – Leaving Las Vegas
- Ron Howard – Apollo 13
- Ang Lee – Sinn und Sinnlichkeit (Sense and Sensibility)
- Rob Reiner – Hallo, Mr. President (The American President)
- Martin Scorsese – Casino

1997
Miloš Forman – Larry Flynt – Die nackte Wahrheit (The People vs. Larry Flynt)
- Joel Coen – Fargo
- Scott Hicks – Shine – Der Weg ins Licht (Shine)
- Anthony Minghella* – Der englische Patient (The English Patient)
- Alan Parker – Evita

1998
James Cameron* – Titanic
- James L. Brooks – Besser geht’s nicht (As Good as It Gets)
- Curtis Hanson – L.A. Confidential
- Jim Sheridan – Der Boxer (The Boxer)
- Steven Spielberg – Amistad

1999
Steven Spielberg* – Der Soldat James Ryan (Saving Private Ryan)
- Shekhar Kapur – Elizabeth
- John Madden – Shakespeare in Love
- Robert Redford – Der Pferdeflüsterer (The Horse Whisperer)
- Peter Weir – Die Truman Show (The Truman Show)

## 2000er Jahre
2000
Sam Mendes* – American Beauty
- Norman Jewison – Hurricane (The Hurricane)
- Neil Jordan – Das Ende einer Affäre (The End of the Affair)
- Michael Mann – Insider (The Insider)
- Anthony Minghella – Der talentierte Mr. Ripley (The Talented Mr. Ripley)

2001
Ang Lee – Tiger & Dragon (臥虎藏龍 (Wòhǔ Cánglóng))
- Ridley Scott – Gladiator
- Steven Soderbergh – Erin Brockovich
- Steven Soderbergh* – Traffic – Macht des Kartells (Traffic)
- István Szabó – Ein Hauch von Sonnenschein (Sunshine)

2002
Robert Altman – Gosford Park
- Ron Howard* – A Beautiful Mind – Genie und Wahnsinn (A Beautiful Mind)
- Peter Jackson – Der Herr der Ringe – Die Gefährten (The Lord of the Rings: The Fellowship of the Ring)
- Baz Luhrmann – Moulin Rouge
- David Lynch – Mulholland Drive – Straße der Finsternis (Mulholland Dr.)
- Steven Spielberg – A.I. – Künstliche Intelligenz (Artificial Intelligence: AI)

2003
Martin Scorsese – Gangs of New York
- Stephen Daldry – The Hours – Von Ewigkeit zu Ewigkeit (The Hours)
- Peter Jackson – Der Herr der Ringe – Die zwei Türme (The Lord of the Rings: The Two Towers)
- Spike Jonze – Adaption – Der Orchideen-Dieb (Adaptation.)
- Rob Marshall – Chicago
- Alexander Payne – About Schmidt

2004
Peter Jackson* – Der Herr der Ringe – Die Rückkehr des Königs (The Lord of the Rings: The Return of the King)
- Sofia Coppola – Lost in Translation
- Clint Eastwood – Mystic River
- Anthony Minghella – Unterwegs nach Cold Mountain (Cold Mountain)
- Peter Weir – Master & Commander – Bis ans Ende der Welt (Master and Commander: The Far Side of the World)

2005
Clint Eastwood* – Million Dollar Baby
- Marc Forster – Wenn Träume fliegen lernen (Finding Neverland)
- Mike Nichols – Hautnah (Closer)
- Alexander Payne – Sideways
- Martin Scorsese – Aviator (The Aviator)

2006
Ang Lee* – Brokeback Mountain
- Woody Allen – Match Point
- George Clooney – Good Night, and Good Luck (Good Night, and Good Luck.)
- Peter Jackson – King Kong
- Fernando Meirelles – Der ewige Gärtner (The Constant Gardener)
- Steven Spielberg – München (Munich)

2007
Martin Scorsese* – Departed – Unter Feinden (The Departed)
- Clint Eastwood – Flags of Our Fathers
- Clint Eastwood – Letters from Iwo Jima
- Stephen Frears – Die Queen (The Queen)
- Alejandro González Iñárritu – Babel

2008
Julian Schnabel – Schmetterling und Taucherglocke (Le scaphandre et le papillon)
- Tim Burton – Sweeney Todd – Der teuflische Barbier aus der Fleet Street (Sweeney Todd: The Demon Barber of Fleet Street)
- Ethan und Joel Coen* – No Country for Old Men
- Ridley Scott – American Gangster
- Joe Wright – Abbitte (Atonement)

2009
Danny Boyle* – Slumdog Millionär (Slumdog Millionaire)
- Stephen Daldry – Der Vorleser (The Reader)
- David Fincher – Der seltsame Fall des Benjamin Button (The Curious Case of Benjamin Button)
- Ron Howard – Frost/Nixon
- Sam Mendes – Zeiten des Aufruhrs (Revolutionary Road)

## 2010er Jahre
2010
James Cameron – Avatar – Aufbruch nach Pandora (Avatar)
- Kathryn Bigelow* – Tödliches Kommando – The Hurt Locker (The Hurt Locker)
- Clint Eastwood – Invictus – Unbezwungen (Invictus)
- Jason Reitman – Up in the Air
- Quentin Tarantino – Inglourious Basterds

2011
David Fincher – The Social Network
- Darren Aronofsky – Black Swan
- Tom Hooper* – The King’s Speech
- Christopher Nolan – Inception
- David O. Russell – The Fighter

2012
Martin Scorsese – Hugo Cabret (Hugo)
- Woody Allen – Midnight in Paris
- George Clooney – The Ides of March – Tage des Verrats (The Ides of March)
- Michel Hazanavicius* – The Artist
- Alexander Payne – The Descendants – Familie und andere Angelegenheiten (The Descendants)

2013
Ben Affleck – Argo
- Kathryn Bigelow – Zero Dark Thirty
- Ang Lee* – Life of Pi: Schiffbruch mit Tiger (Life of Pi)
- Steven Spielberg – Lincoln
- Quentin Tarantino – Django Unchained

2014
Alfonso Cuarón* – Gravity
- Paul Greengrass – Captain Phillips
- Steve McQueen – 12 Years a Slave
- Alexander Payne – Nebraska
- David O. Russell – American Hustle

2015
Richard Linklater – Boyhood
- Wes Anderson – Grand Budapest Hotel (The Grand Budapest Hotel)
- Ava DuVernay – Selma
- David Fincher – Gone Girl – Das perfekte Opfer (Gone Girl)
- Alejandro González Iñárritu* – Birdman oder (Die unverhoffte Macht der Ahnungslosigkeit) (Birdman or (The Unexpected Virtue of Ignorance))

2016
Alejandro González Iñárritu* – The Revenant – Der Rückkehrer (The Revenant)
- Todd Haynes – Carol
- George Miller – Mad Max: Fury Road
- Tom McCarthy – Spotlight
- Ridley Scott – Der Marsianer – Rettet Mark Watney (The Martian)

2017
Damien Chazelle* – La La Land
- Tom Ford – Nocturnal Animals
- Mel Gibson – Hacksaw Ridge – Die Entscheidung
- Barry Jenkins – Moonlight
- Kenneth Lonergan – Manchester by the Sea

2018
Guillermo del Toro* – Shape of Water – Das Flüstern des Wassers (The Shape of Water)
- Martin McDonagh – Three Billboards Outside Ebbing, Missouri
- Christopher Nolan – Dunkirk
- Ridley Scott – Alles Geld der Welt (All the Money in the World)
- Steven Spielberg – Die Verlegerin (The Post)

2019
Alfonso Cuarón* – Roma
- Bradley Cooper – A Star Is Born
- Peter Farrelly – Green Book – Eine besondere Freundschaft (Green Book)
- Spike Lee – BlacKkKlansman
- Adam McKay – Vice – Der zweite Mann (Vice)

## 2020er Jahre
2020
Sam Mendes – 1917
- Bong Joon-ho* – Parasite
- Todd Phillips – Joker
- Martin Scorsese – The Irishman
- Quentin Tarantino – Once Upon a Time in Hollywood

2021
Chloe Zhao* – Nomadland
- Emerald Fennell – Promising Young Woman
- David Fincher – Mank
- Regina King – One Night in Miami
- Aaron Sorkin – The Trial of the Chicago 7

2022
Jane Campion* – The Power of the Dog
- Kenneth Branagh – Belfast
- Maggie Gyllenhaal – Frau im Dunkeln (The Lost Daughter)
- Steven Spielberg – West Side Story
- Denis Villeneuve – Dune

2023
Steven Spielberg – Die Fabelmans (The Fabelmans)
- James Cameron – Avatar: The Way of Water
- Dan Kwan, Daniel Scheinert* – Everything Everywhere All at Once
- Baz Luhrmann – Elvis
- Martin McDonagh – The Banshees of Inisherin

2024
Christopher Nolan* – Oppenheimer
- Bradley Cooper – Maestro
- Greta Gerwig – Barbie
- Giorgos Lanthimos – Poor Things
- Martin Scorsese – Killers of the Flower Moon
- Celine Song – Past Lives – In einem anderen Leben (Past Lives)

2025
Brady Corbet – Der Brutalist (The Brutalist)
- Jacques Audiard – Emilia Pérez
- Sean Baker* – Anora
- Edward Berger – Konklave (Conclave)
- Coralie Fargeat – The Substance
- Payal Kapadia – All We Imagine as Light

* = Regisseure, die später den Oscar für die Beste Regie des Jahres gewannen.